# Giuseppe Brignole
Giuseppe Brignole (Noli, 6 ottobre 1906 – Noli, 30 luglio 1992) è stato un militare e ufficiale italiano, primo ad essere insignito della medaglia d'oro al valor militare nella seconda guerra mondiale. Decorato anche con due medaglie di bronzo al valor militare.

## Biografia
Nacque a Noli (Savona) il 6 ottobre 1906 e, dopo essersi arruolato nella Regia Marina per effettuare il servizio obbligatorio di leva, il 1 gennaio 1928 fu ammesso a frequentare il Corso Ufficiali di complemento, da cuì uscì nel novembre dello stesso anno con la nomina a guardiamarina. Il suo primo imbarco fu a bordo dell'incrociatore Quarto e poi sulla nave appoggio aerei Giuseppe Miraglia. Venne congedato nell'agosto 1933 con il grado di sottotenente di vascello.
Ripresi gli studi universitari, nel 1935 conseguì la laurea in Scienze Economiche presso l'Università degli Studi di Genova, ma nel settembre dello stesso anno, per esigenze di carattere eccezionale dovute alla guerra d'Etiopia, fu richiamato in servizio attivo ed assegnato alla Squadriglia MAS di La Spezia in forza alla quale prese successivamente parte alcune missioni nel corso del conflitto italo-etiopico e nella guerra civile spagnola.
All'inizio del 1937 fu promosso tenente di vascello e nel corso del gennaio dello stesso anno fu trasferito a Massaua, assegnato al Comando Superiore in Africa Orientale.
Rientrato in Italia, il 24 aprile 1940 assunse il comando della torpediniera Calatafimi di base a La Spezia. Dopo l'entrata in guerra del Regno d'Italia, avvenuta il 10 giugno, il 14 dello stesso mese la sua nave fu l'unica unità in zona a tentare di contrastare la formazione navale francese che bombardò obiettivi militari ed industriali nel Golfo Ligure.
Per questa azione fu decorato con la Medaglia d'oro al valor militare e mantenne il comando della Calatafimi fino alla firma dell'armistizio l'8 settembre 1943.
In quel frangente la Calatafimi si trovava nel porto del Pireo e venne catturata dai tedeschi. Rifiutando ogni collaborazione con il Governo della Repubblica Sociale Italiana, fu mandato in un campo di prigionia in Germania a bordo di un carro bestiame, venendo internato dapprima a Bad Sulza e poi a Leopoli, dove diventò fiduciario degli ufficiali italiani che vi si trovavano. Nel gennaio 1944 fu trasferito al campo di prigionia 307 di Deblin e due mesi dopo fu mandato a quello denominato XB, che si trovava a Sandbostel dove i prigionieri erano trattati duramente. Dopo un nuovo rifiuto di rimpatrio, nel febbraio 1945 fu trasferito al campo di prigionia XIB di Bad Fallingbostel dove rimase fino al 13 aprile, quando i tedeschi lasciarono il lager che tre giorni dopo venne raggiunto dalle truppe inglesi.
Rimpatriato nel settembre 1945, fu promosso capitano di corvetta con anzianità dal 1º gennaio 1944, nel febbraio 1947, dietro sua domanda, fu posto in posizione ausiliaria, venendo posto in riserva nel 1955 con il grado di capitano di fregata.
Si spense a Noli, provincia di Savona, il 30 luglio 1992.

### Annotazioni
1. ↑  Nel corso del 1943 entrò in servizio permanente effettivo con il grado di tenente di vascello.
2. ↑  Si trattava di una carica onorifica, con pochissime possibilità di intervento sulla vita dei prigionieri.
3. ↑  A Sandbostel ebbe come compagno di prigionia il tenente Giovanni Guareschi, futuro giornalista e scrittore.
4. ↑  Dove affiancò come fiduciario il colonnello di cavalleria Alberto Guzzinati.

### Fonti
1. 1 2 3 4 5 6 7 8 9 10  Ferioli 2011, p. 26.
2. 1 2 3 4 5 6  Ferioli 2011, p. 27.
3. ↑    Quirinale - scheda - visto 28 dicembre 2008

### Periodici
- Alessandro Ferioli, Giuseppe Brignole, l'eroe del mare e del lager, in Il Nastro Azzurro, n. 4, Roma, Istituto del Nastro Azzurro, luglio-agosto 2011,  pp. 26-27.